# Carl Kohrt
Carl Kohrt (* 14. Juli 1871 in Oldenburg in Holstein; † nach 1932) war ein deutscher Politiker (Wirtschaftspartei).

## Leben
Kohrt war beruflich als Schneidermeister tätig und betrieb ein Geschäft für Marineuniformen in Kiel. Daneben war er Erster Vorsitzender des Landesverbandes Schleswig-Holstein des Nordwestdeutschen Handwerkerbundes.
Im Mai 1928 wurde Kohrt für die Reichspartei des Deutschen Mittelstandes (Wirtschaftspartei) in den Preußischen Landtag gewählt. Er trat 1931 aus der Partei aus, verließ am 9. Dezember die Fraktion und war danach bis zu seinem Ausscheiden aus dem Landtag 1932 fraktionsloser Abgeordneter. Im Parlament vertrat er den Wahlkreis 13 (Schleswig-Holstein).